# Congrespaleis van Luik

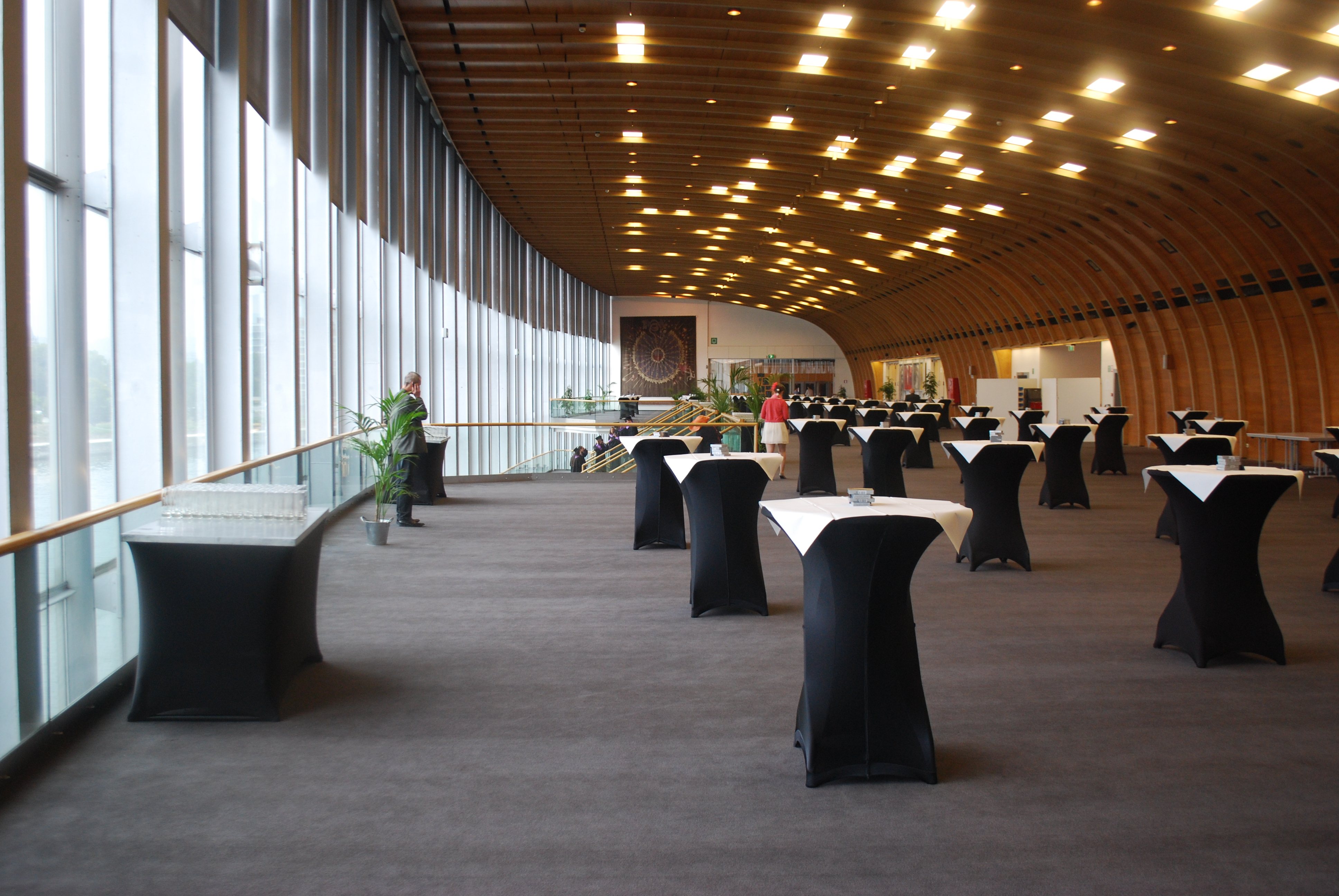

Het Congrespaleis van Luik (Frans: Palais des congrès de Liège) is een congrescentrum gelegen in het Parc de la Boverie op het eiland Outremeuse in de Belgische stad Luik. Het gebouw aan de oevers van de Maas van architectengroep Équerre werd gebouwd tussen 1956 en 1958. Het bouwwerk heeft zalen met een capaciteit tot duizend personen. Er bevinden zich kunstwerken van onder meer Robert Crommelynck, Éva Herbiet, Freddy Wybaux en Nicolas Schöffer.
In het congrescentrum wordt elk jaar in mei het driedaagse jazzfestival Mithra Jazz à Liège georganiseerd.

## Infrastructuur
| Naam                  | Capaciteit | Oppervlakte                      | Verdieping | Mogelijk gebruik                              |
| --------------------- | ---------- | -------------------------------- | ---------- | --------------------------------------------- |
| Pas Perdus            | 1.200      | 1.605 m²                         | 0          | congres/banket/expositie/receptie             |
| Europe                | 1.000      | 1.040 m²                         | 1          | congres/evenementen                           |
| Grand Foyer           | 1.000      | 1.295 m²                         | 1          | congres/banket/expositie/receptie             |
| Salle des Fêtes       | 800        | 955 m²                           | 1          | congres/banket/expositie/receptie/evenementen |
| Grand Hall            | 600        | 739 m²                           | 0          | banket/expositie/receptie                     |
| Reine Elisabeth       | 500        | 545 m²                           | 1          | congres/evenementen                           |
| Foyer Mosan           | 350        | 471 m²                           | −1         | banket/expositie/receptie                     |
| Galerie Supérieure    | 350        | 340 m²                           | 1          | banket/expositie/receptie                     |
| Rogier                | 250        | 260 m²                           | 1          | congres                                       |
| Salon Gretry          | 200        | 235 m²                           | 0          | congres/banket/expositie/receptie             |
| Bar des Congressistes | 150        | 220 m²                           | −1         | congres/banket/expositie/receptie/evenementen |
| Foyer des Délégués    | 120        | 269 m²                           | 1          | congres/banket/expositie/receptie             |
| Salle Simenon         | 100        | 148 m²                           | 0          | congres/banket/expositie/receptie             |
| Salles Mosanes        | 20 - 80    | 10 moduleerbare vergaderzaaltjes | −1         | congres                                       |

Het congrescentrum heeft een parking voor 300 voertuigen, een restaurant en een rechtstreekse toegang tot een hotel.